# デレク・アサモア
デレク・アサモア（Derek Asamoah, 1981年5月1日 - ）は、ガーナ・アクラ出身の元同国代表サッカー選手。ハーリンゲイ・ボロFC所属。いとこのロイド・オウスもサッカー選手。
Kリーグ時代の登録名はアサモア（ハングル: 아사모아）。

## 来歴

### クラブ
ノーサンプトン・タウンのトライアルを受け、自身初のプロ契約を結ぶ。その後好条件のオファーを断りマンスフィールド・タウンに移籍。しかし監督のカールトン・パーマーと不仲になり厳しいシーズンを過ごす。移籍リストに掲載され、リンカーン・シティに移籍する。リンカーン・シティではなかなか得点できずに苦しみ、チェスター・シティへ期限付き移籍する。チェスター・シティではシーズン前半に4試合で7得点を記録する活躍を見せた。
2006年7月、ドンカスター・ローヴァーズとスカンソープ・ユナイテッドのトライアルを受けるが、8月3日、シュルーズベリー・タウンと契約したことが発表された。シュルーズベリーでは10得点を記録し、チームはリーグ戦7位ながらフットボールリーグ2プレーオフ決勝まで進んだ。
2007年8月、チームを通さず無断でフランス・リーグ・アンのニースと契約。シュールズベリー監督のゲイリー・ピーターズは「利己的な選手で利己的な人物だ」と非難した。結局、ニースではトップチームでの出場機会はなかった。
2009年、スコットランドのハミルトン・アカデミカルに移籍。セルティック戦でデビューを果たす。同年8月、ブルガリアのロコモティフ・ソフィアに移籍。始めはケガに悩むが、すぐにスタメンの地位を獲得するチャンスを得る。
2010年11月、韓国・Kリーグの浦項スティーラースに3年契約で移籍。2011年3月5日の城南一和戦で公式戦初先発すると、13日の全南ドラゴンズ戦で初ゴールを決めた。2013年2月20日、大邱FCに移籍した。
2014年10月21日、フットボールリーグ2のカーライル・ユナイテッドFCに加入した。

### 代表
2006年10月、日本と韓国との親善試合に向けた代表メンバーに初招集される。2011年11月15日のガボン戦で代表初ゴールを決めた。